# The End of the World (닥터 후)
"The End of the World" (KBS 방영 제목 : <첫 번째 시간여행>)은 영국의 텔레비전 공상과학 드라마 《닥터 후》 첫번째 시리즈의 두번째 에피소드이다. 각본은 총제작자인 러셀 T 데이비스, 감독은 에이러스 린이 맡았으며 영국에서 2005년 4월 2일에 처음으로 방영되었다.
에피소드에서는 외계 시간여행자인 닥터 (크리스토퍼 에클스턴)이 새로운 동행자 로즈 타일러 (빌리 파이퍼)를 타디스를 이용한 첫번째 시공간 여행으로 5,000,000년에 데려간다. 그곳에서는 여러 부자 외계인 대표들이 태양이 폭발하고 지구를 파괴하는 것을 지켜보기 위해 플랫폼 원이라 부르는 한 우주 정거장에 모이지만, 이 손님들 중 한 명이 나머지 모두를 죽여서 사고로 이득을 챙기려는 음모를 꾸미고 있었다.
이 에피소드에서는 카산드라와 보의 얼굴이 처음으로 등장한다. 영국에서 첫 방영시 797만 명이 이 에피소드를 시청했다.

## 줄거리
닥터는 로즈를 5.5/애플/26년, 즉 로즈의 시간대에서 50억 년 뒤의 미래로 데려간다. 둘은 지구 궤도에 있는 어느 우주 정거장, 플랫폼 원에 착륙한다. 지구가 태양 폭발로 인해 마지막으로 파괴되는 것을 기념하는 파티가 열리던 때에 도착한 것이었다. 지구는 오래 전부터 버려져 있었지만, 어느 역사 자선단체에 의해서 계속 유지되어 왔었다. 닥터는 자신의 사이킥 페이퍼를 파티 초청장으로 이용하여 통과하고, 닥터와 로즈는 그곳에서 수많은 상류층 외계 생명체들을 보게 된다. 이 손님들 중에는 "마지막 인간"이라고 소개되었지만 실은 계속해서 수분 공급을 해줘야 하고 넓다란 피부에 얼굴만 남은 카산드라 오브라이언 부인도 있었다. 그 외에 참석한 사람들은 보의 얼굴, 발훈의 목스, 반복된 밈의 추종자들, 침 숲에서 온 지각이 있고 움직이는 나무들이 있었다. 로즈는 자기 집에서 꽤나 멀리 온 것은 물론 낯선 생명체들과 관습에 당황해하고, 마음을 가다듬기 위해서 어느 관찰실로 간다. 닥터는 그녀를 따라가서 그녀의 휴대전화가 시간 거리를 넘어 작동할 수 있도록 개조하고, 로즈가 엄마인 재키와 통화할 수 있게 해서 그녀를 격려하려 한다.
한편 반복된 밈의 추종자들이 준 선물들에 플랫폼 원의 기능을 망가뜨리도록 즉시 작동하는 로봇 거미들이 들어있었다는 사실이 밝혀진다. 플랫폼 원의 지배인은 뭔가 잘못되었다는 것을 알아차리지만, 거미들이 그가 있는 방의 보호막을 낮추게 하여 강력한 태양 복사열에 노출되면서 살해당한다. 닥터는 침 숲의 제이브의 도움과 같이 조사하러 가고, 지배인의 사망과 거미들을 발견한다. 로즈는 카산드라 부인에게서 더 알아보려고 시도하지만 카산드라 부인의 오만함에 기분만 망치게 되고 곁을 떠난다. 이후 로즈는 밈의 일원들을 만나는데 이들은 로즈를 때려 기절시키고는 끌고 간다. 그녀는 태양열 보호막이 내려지려고 하는 방에 감금되고, 닥터는 보호막을 간신히 도로 올리지만 그녀를 밖으로 꺼내지 못한다.
닥터는 생포된 거미를 이용하여 밈에게 책임이 있다는 것을 알아낸다. 밈이 허수아비였단 것이 밝혀지고 진짜 조종자는 카산드라 부인이었음이 드러난다. 카산드라는 자신이 공작원임을 인정하는데, 그녀의 계획은 수술에 돈을 대기 위해서 한자리에 모인 상류층들의 죽음을 이용하여 이들의 회사로부터 이득을 얻으려는 것이었다. 카산드라는 거미들이 정거장 전체의 보호막을 내리는 사이 자신의 우주선으로 순간이동하고, 중력 우주정거장은 전원이 내려진다. 직달방사선이 태양열 보호막을 한계에 이르러 금이 가게 하면서 극심한 방사선 노출로 인해 손님들 중 몇몇을 죽게 만들고, 다시 한번 로즈를 위협한다. 닥터와 제이브는 자동보호막을 복구시키기 위해 플랫폼 원의 내부로 들어가지만 둘 중의 한 명은 돌아가는 환풍기 몇 개를 지나 이동해야 하는 상황이 된다. 제이브는 닥터를 마지막 남은 타임 로드로 인정하고, 환풍기 날의 속도를 줄이기 위해 스위치를 내리면서 스스로를 희생한다. 이 덕분에 닥터는 폭발하는 태양이 정거장을 타격하고 지구를 파괴하기 직전에 시스템을 재가동하게 된다.
닥터는 남아있는 손님들과 이젠 관찰실에서 풀려나온 로즈에게 돌아온다. 닥터는 방에서 그가 찾은 기기를 이용해서 카산드라의 순간이동을 역전시키고 정거장에 데려다 놓는다. 카산드라는 온도 상승과 수분공급 부재로 메마르고 갈라지기 시작한다. 그녀는 닥터에게 자비를 구하고 로즈도 동의하지만 그는 듣기를 거부하고, 카산드라는 파열하게 된다. 로즈는 이 모든 일이 벌어지면서 지구가 실제로 파괴된 것을 아무도 목격하지 못했다고 말한다. 닥터는 로즈를 그녀의 현 시간대로 되돌려주고, 그녀에게 자신은 마지막 남은 타임 로드이며, 자기의 행성인 갈리프레이는 대전쟁에 이어 파괴되었다고 설명한다. 런던의 어느 맑은 날 오후에 로즈와 닥터가 감자튀김을 먹으러 자리를 뜨면서 에피소드는 끝이 난다.

### 다른 에피소드와의 연관성
닥터는 타디스의 텔레파시 필드가 로즈에게 외계인의 말을 알아듣고 외계인에게도 알아듣게 해주는 능력을 준다고 설명한다. 이 설정은 4대 닥터 시리얼인 The Masque of Mandragora에서 처음으로 소개됐는데, 닥터는 그가 동행자들과 나누는 '타임 로드의 선물'이라고 묘사한다. "The Fires of Pompeii"에서 닥터는 도나에게 이 번역 기능이 '타디스의 선물'이라고 말한다. "A Good Man Goes To War"에서 리버 송은 이 번역 능력은 타디스를 떠나고 더 이상 가까이 있지 않아도 머릿속에 남는다고 암시한다. 닥터에 의해 성능이 초과된 통신기기의 설정은 The Three Doctors (1972~73)에서 처음으로 등장했는데, 2대 닥터가 브리게더의 라디오 전화기를 반물질로 만들어낸 혼선으로 부하들과 연락할 수 있도록 개조했다.
발훈의 목스는 보의 얼굴과의 대화에서 '나쁜 늑대 이야기'를 언급한다. BBC의 배드 울프 웹사이트에는 목록에 '고전적인 나쁜 늑대 이야기'로 게재되어 있다. '배드 울프'는 시리즈 1의 스토리 아크이다. 보의 얼굴은 실버 디베스테이션 출신으로 소개되는데, 이곳은 에피소드 "Utopia"에서 야나 교수의 출신지라고 드러났던 곳이다.

## 제작
"The End of the World"는 새로워진 《닥터 후》가 얼마나 많은 것을 할 수 있을지 과시하기 위해 의도적으로 예산이 많이 들어가는 볼거리로 구상되었다. 플랫폼 원은 '전우주에서 가장 호화롭고, 부유하고, 힘있는 외계인들을 위한 호텔'처럼 디자인되었다. 데이비스는 카산드라의 캐릭터는 여자 연예인들이 한 극단적인 미용수술에서 영감을 따왔다고 말했다. 이 에피소드의 역할 중 하나는 닥터가 그의 종족에서 마지막 남은 사람이란 사실을 밝히는 것이었다.
플랫폼 원 내부의 대다수는 2004년 10월에 웨일스 카디프에 있는 평화의 사원 (Temple of Peace)에서 촬영되었다. 세트장도 만들어졌고 대리석으로 만들어진 사원 내부에 맞도록 칠해졌다. CG로 만든 카산드라의 복잡함 때문에 몇몇 대사가 취소되었고 에피소드는 그에 맞게 진행되었다. 데이비스는 이를 보충하기 위해서 보수 노동자인 러팔로의 캐릭터를 내놓게 되었고, 러팔로와 로즈 간의 장면은 2005년 2월 19일에 평화의 사원에서 촬영되었다. 러셀 T 데이비스는 (엄청난 양의 CGI 특수효과 때문에) 그런 비싼 에피소드는 다시는 없을 것이라고 농담 삼아 말했다. 카산드라와 로봇 거미들 (움직이지 않는 거미 하나는 제외) 모두 순전히 CGI로 만든 피조물이다. 에피소드에는 8주간에 마무리된 203개 시각효과 장면이 들어가면서 영화 《글래디에이터》의 '100여개' 장면과 비교되었다. "The Wedding of River Song" (2011) 이전까지 이렇게 많은 특수효과 장면을 담은 《닥터 후》 에피소드는 하나도 없었다.
발훈의 목스는 원래 CG로 만들어질 예정이었으나 '장갑 인형'으로, 그 다음엔 '두툼해지기'를 원하게 되면서 완전한 고무 의상으로 변경되었다. 역을 맡은 배우 지미 비는 세시간 동안 의상을 입은 채 촬영하는 것이 힘들었다고 말하긴 했지만 이전에도 비슷한 배역을 맡은 적이 있었다. 제이브는 원래 얼굴이 좀 더 나무껍질 같았지만 그 대신 자작나무로 변경되었다.
카산드라가 베일을 벗겨 공개한 "아이팟" (월리처 주크박스)은 소프트 셀의 〈Tainted Love〉, 나중에는 브리트니 스피어스의 〈Toxic〉을 재생한다. 《Toxic》는 사실 7분짜리 싱글 45rpm 레코드로 발매되지 않았다. 제작팀은 에피소드에 쓰기 위해서 7분짜리 싱글 레코드의 모형을 제작했다.

### 캐스팅
카산드라는 CGI로 만들어진 캐릭터로, 여배우인 조이 워너메이커가 성우를 맡았다. 작가 러셀 T 데이비스는 카산드라가 아카데미상에서 여성 연예인들이 여럿 등장한 것에서 영감을 얻었다고 밝혔다. 그는 "그런 아름다운 여성들이 살을 빼서 막대기처럼 줄어든 것을 보는 건 소름끼치는 일이었다. 특히 니콜 키드먼이 저에게 그런 느낌을 줬다"고 말했다. 워너메이커는 2006년 시리즈의 첫 에피소드인 "New Earth"에서 카산드라 역을 다시 맡았다.
야스민 배너만은 나중에 《토치우드》 에피소드인 "They Keep Killing Suzie"에서 캐시 스완슨 역을, 오디오 드라마인 《브라이드 오브 팰러던》에서 판도라 역을 연기했다.